# Борисенков, Владимир Пантелеймонович
Влади́мир Пантелеймо́нович Борисе́нков (род. 11 июня 1939) — российский педагог. Доктор педагогических наук, профессор кафедры педагогики МГГУ им. М. А. Шолохова. Действительный член Российской академии образования (1996), вице-президент РАО (1997—2008), главный редактор журнала «Педагогика» (1992—2008).

## Биография
Окончил химический факультет МГУ им. М. В. Ломоносова (1961); кандидат химических наук, кандидат педагогических наук. Работал преподавателем в Политехническом институте в Конакри (Гвинейская Республика, 1961—1963); в 1963—1965 годах преподавал в Университете дружбы народов им. Патриса Лумумбы. В 1965—1968 годах работал в Республике Конго, в Республике Того. Эксперт ЮНЕСКО, советник по преподаванию естественнонаучных дисциплин.
В системе АПН — РАО работает с 1968 года. С 16 июня 1992 года — член-корреспондент РАО, с 11 апреля 1996 года — действительный член (академик) по Отделению философии образования и теоретической педагогики; с 1997 года — вице-президент РАО. Президент Международной славянской академии образования имени Я. А. Коменского, член Межведомственного совета по присуждению премий Правительства РФ в области образования, заместитель председателя Экспертной комиссии по педагогическим и психологическим исследованиям.
В журнале «Педагогика» прошёл путь от редактора отдела до главного редактора, член Союза журналистов СССР.

## Научная и педагогическая деятельность
В. П. Борисенковым написаны книги, изданные в том числе и за рубежом, по истории школы и педагогической мысли в странах арабского Востока, Индии, других регионов мира. Читал курс лекций в МГГУ им. М. А. Шолохова по истории школы и педагогики, вел спецкурс «Сравнительная педагогика»; руководит подготовкой аспирантов, активно участвует в аттестациях научно-педагогических кадров; выступает с докладами и сообщениями на международных симпозиумах. По приглашению французской стороны читал в Сорбонне лекции по истории русской культуры и образования.

## Награды
Награждён медалью К. Д. Ушинского и орденом Дружбы народов.

## Основные работы
- Народное образование и педагогическая мысль в странах Африки: традиции и современность. — М.: Педагогика. — 1987. — 141 с.
- Школа России: прошлое и настоящее // Педагогика. — 1993. — № 4. — С. 3-15.[2]
- Поликультурное образовательное пространство России: история, теория, основы проектирования. — М.-Ростов-на-Дону. — 2004. — 530 с.